# Campeonato Nacional de Fútbol 1968
Il Campeonato Nacional de Fútbol 1968 è stata la 10ª edizione della massima serie del campionato di calcio dell'Ecuador, ed è stata vinta dal Deportivo Quito.

## Formula
La prima fase si svolge in un girone unico: le prime 6 classificate si disputano la vittoria del titolo, mentre le ultime 6 vengono inserite in un girone per la retrocessione, da cui vengono selezionate tre squadre. I risultati della prima fase vengono sommati a quelli ottenuti nella fase finale.

## Prima fase
|  | Pos. | Squadra             | Pt | G  | V  | N | P  | GF | GS | DR  |
|  | ---- | ------------------- | -- | -- | -- | - | -- | -- | -- | --- |
|  | 1.   | Deportivo Quito     | 36 | 22 | 16 | 4 | 2  | 44 | 20 | +24 |
|  | 2.   | Barcelona SC        | 27 | 22 | 11 | 5 | 6  | 29 | 16 | +13 |
|  | 2.   | Emelec              | 27 | 22 | 11 | 5 | 6  | 37 | 27 | +10 |
|  | 4.   | LDU Quito           | 26 | 22 | 10 | 6 | 6  | 36 | 19 | +17 |
|  | 5.   | Manta Sport         | 22 | 22 | 8  | 6 | 8  | 26 | 22 | +4  |
|  | 6.   | El Nacional         | 21 | 22 | 6  | 9 | 7  | 29 | 25 | +4  |
|  | 7.   | Aucas               | 20 | 22 | 8  | 4 | 10 | 26 | 40 | -14 |
|  | 8.   | América de Quito    | 18 | 22 | 6  | 6 | 10 | 27 | 32 | -5  |
|  | 8.   | Everest             | 18 | 22 | 6  | 6 | 10 | 27 | 35 | -8  |
|  | 8.   | Politécnico         | 18 | 22 | 5  | 8 | 9  | 28 | 37 | -9  |
|  | 11.  | Macará              | 16 | 22 | 6  | 4 | 12 | 33 | 50 | -17 |
|  | 12.  | Estibadores Navales | 15 | 22 | 5  | 5 | 12 | 31 | 49 | -18 |

## Fase finale

### Girone per il titolo (Liguilla Final)
|                    | Pos. | Squadra         | Pt | G  | V  | N  | P  | GF | GS | DR  |
| ------------------ | ---- | --------------- | -- | -- | -- | -- | -- | -- | -- | --- |
| Ecuador (bandiera) | 1.   | Deportivo Quito | 45 | 32 | 18 | 9  | 5  | 51 | 31 | +20 |
|                    | 2.   | Barcelona SC    | 43 | 32 | 18 | 7  | 7  | 44 | 24 | +20 |
|                    | 3.   | Emelec          | 38 | 32 | 16 | 6  | 10 | 48 | 41 | +7  |
|                    | 3.   | LDU Quito       | 37 | 32 | 14 | 9  | 9  | 53 | 29 | +24 |
|                    | 5.   | El Nacional     | 28 | 32 | 7  | 14 | 11 | 36 | 35 | +1  |
|                    | 5.   | Manta Sport     | 28 | 32 | 9  | 10 | 13 | 34 | 34 | 0   |

### Girone per la retrocessione (Liguilla de no descenso)
L'Estibadores Navales sceglie di non partecipare al girone e viene pertanto automaticamente retrocesso.

|  | Pos. | Squadra          | Pt | G  | V  | N  | P  | GF | GS | DR  |
|  | ---- | ---------------- | -- | -- | -- | -- | -- | -- | -- | --- |
|  | 1.   | América de Quito | 28 | 30 | 10 | 8  | 12 | 39 | 41 | -2  |
|  | 1.   | Everest          | 28 | 30 | 10 | 8  | 12 | 43 | 47 | -4  |
|  | 1.   | Aucas            | 28 | 30 | 11 | 6  | 13 | 39 | 55 | -16 |
|  | 4.   | Politécnico      | 26 | 30 | 8  | 10 | 12 | 35 | 43 | -8  |
|  | 5.   | Macará           | 20 | 30 | 6  | 8  | 16 | 37 | 60 | -23 |

## Verdetti
- Deportivo Quito campione nazionale
- Deportivo Quito e Barcelona in Coppa Libertadores 1969
- Politécnico, Macará ed Estibadores Navales retrocessi.

## Classifica marcatori
| Gol |  |  | Giocatore       | Squadra         |
| --- |  |  | --------------- | --------------- |
| 19  |  |  | Víctor Battaini | Deportivo Quito |
| 16  |  |  | Tom Rodríguez   | El Nacional     |
| 14  |  |  | Oscar Barreto   | Deportivo Quito |
| 14  |  |  | Horacio Romero  | Everest         |
| 13  |  |  | Kléver Ordóñez  | Manta Sport     |